# Adnyamathanha (taal)
Het Adnyamathanha is een Pama-Nyungaanse taal die wordt gesproken in Zuid-Australië. De taal is zo goed als uitgestorven en telde anno 1996 slechts 150 sprekers.